# GRAND SLAM 016 詠真
《GRAND SLAM #016 詠真》是一部在2019年發行的男同性戀色情片，由COAT CORPORATION旗下的分部COAT WEST製作，並由COAT CORPORATION在2019年1月9日以DVD跟線上下載形式發行。影片為COAT WEST《GRAND SLAM》系列的第16部作品，同時為主角男優詠真的首部個人作品。
影片分為四個部份，包括瞭解詠真真實模樣的訪問、詠真插入男生的初體驗、與男優疾風的泳褲性愛，以及跟男優力也的肌肉身體對決性愛。
《GRAND SLAM #016 詠真》發行後獲得極大商業成功，成為2019年COAT CORPORATION發行作品的年度銷量冠軍，並創下COAT WEST分部作品的2010年代最高銷量紀錄。

## 背景與發行
詠真在2018年10月在《交涉系列》的第31部首次亮相後，隨即在2018年底拍攝了《MVP #015 「FMA -FAMOUS MAJOR ATHLETE-」》，以及男女色情片《Straight Style 25 「超亂交WEST」》兩部影片，三部參演影片全數打進該季的銷量前三名。COAT WEST順勢在2019年推出詠真的首部個人作品，收錄全面捕捉詠真男男性交的片段。
影片的發行消息在2018年12月底公開，其後在2019年1月9日以DVD跟線上下載形式發行。

## 情節
《GRAND SLAM #016 詠真》分為四個部份，包括瞭解詠真真實模樣的訪問、詠真插入男生的初體驗、與男優疾風的泳褲性愛，以及跟男優力也的肌肉身體對決性愛。
影片的第一部份為跟詠真的訪問，目的是瞭解當時仍未熟悉的詠真的真實模樣。內容包括訪問詠真的初體驗等性愛經驗，以及為他進行身體量測與陰莖包莖度等檢查。當中亦包括玩弄詠真的肛門片段，拍攝他沉醉於前列腺快感的羞恥模樣。影片第二部分為詠真首次插入男生的片段，包括詠真向工作人員提出為自己早已在泳褲裡勃起的陰莖口交的請求。影片亦拍攝出詠真擺動腰間使全身肌肉晃動的鏡頭，以及他從男男性愛中獲得跟插入女性陰部不同的性愛快感。
詠真於影片第三部份與男優疾風一起演出，主題為水球男生跟賽泳男生的性愛。詠真在影片中以施虐方的姿態插入疾風，而疾風則成為受虐的一方。詠真亦在影片中首次在被插方的肛門口射精，以及第一次與對方互相口交。影片的最後部份由詠真與男優力也一起演出，並以肌肉身體對決作為主題。影片以健身的二人作為開始，其後拍攝出詠真嗅聞力也充滿男性氣息陰莖的變態模樣。在力也的套弄下詠真覺醒出受虐的快感，並向對方提出插入的請求。詠真在對方的攻勢下說出「很喜歡被強上」，最後被力也在肛門口射精髒污，使詠真的肛門口仿如被中出過後一樣滿佈精液。

## 商業成績
《GRAND SLAM #016 詠真》發行後獲得極大商業成功，先後登上2019年COAT CORPORATION的1月榜、冬季季度榜，以及上半年的榜單冠軍。
影片其後成為全社2019年年度銷量最高的色情片，與排在年榜第2位的《ROOKIE 翔平》以巨大銷量差距拉開跟第3位以下影片的距離。影片與年榜第2位的《ROOKIE 翔平》差距微小，被譽為是2019年東部與西部之顏的激烈銷量鬥爭。
《GRAND SLAM #016 詠真》亦創下COAT WEST分部於2010年代製作影片的最高銷量紀錄。

## 銷售榜單
| 榜單（2019年）             | 最高 位置 |
| -------------------------- | --------- |
| COAT CORPORATION月榜單     | 1         |
| COAT CORPORATION季榜單     | 1         |
| COAT CORPORATION上半年榜單 | 1         |
| COAT CORPORATION年度榜單   | 1         |

| 榜單（2010－19年）        | 位置 |
| ------------------------- | ---- |
| COAT WEST分部影片年代榜單 | 1    |

## 備註
1. ↑  DVD版片長，線上下載版附送2分鐘長的作品推薦宣傳片，合共127分鐘長。

## 資料來源
1. ↑  . KO-SHOP.   [2020-04-19]. （原始内容存档于2020-09-22） （日语）.
2. ↑  . KO-SHOP.   [2020-04-19] （日语）.[]
3. ↑  . KO-SHOP.   [2020-04-19]. （原始内容存档于2020-07-03） （日语）.
4. ↑  . CLUB CK.   [2020-04-19] （日语）.
5. 1 2 3 4 5  . CLUB CK.   [2020-04-19] （日语）.
6. ↑  . CLUB CK於Twitter. 2018-12-28 [2019-04-19] （日語）.
7. 1 2 3 4  . CK DOWNLOAD. 2019-01-08  [2020-04-19]. （原始内容存档于2019-12-04） （日语）.
8. 1 2  . KO-SHOP.   [2020-04-19]. （原始内容存档于2019-03-12） （日语）.
9. 1 2  . CLUB CK.   [2020-04-19].
10. 1 2 3  . CLUB CK.   [2020-04-19] （日语）.
11. 1 2  . 【COAT公式】アロマオイルマッサージサロンDegustation.   [2020-04-19]. （原始内容存档于2020-10-19） （日语）.